# Беатриса Кастильська (1242—1303)
Беатри́са (ісп. і порт. Beatriz; 1242 (1244) — 27 жовтня 1303) — кастильська інфанта, королева Португалії (1253—1303). Представниця кастильської Бургундської династії. Народилася в Сарагосі, Кастилія. Позашлюбна донька кастильського короля Альфонсо X від коханки-фаворитки Майор де Гусман. Дружина португальського короля Афонсу ІІІ, королева-консорт (1253—1279). Матір португальського короля Дініша. Сеньйор Алькосерська (з 1267). Похована в Алкобаському монастирі. Також — Беатрі́с, Беатріс де Гусман, Беатриса (I) Кастильська (ісп. Beatriz de Castilla, порт. Beatriz de Castela).

## Біографія
Беатриса народилася в Сарагосі, між 1242 і 1244 роками, в родині кастильського короля Альфонсо X. Її матір'ю була королівська коханка Майор де Гусман, сеньйора Алькосерська.
1253 року Беатриса вийшла заміж за португальського короля 43-річного Афонсу III, її троюрідного діда. Він одружився з нею з політичного розрахунку, прагнучи закріпити за собою регіон Аль-Гарб (Алгарве), що був предметом суперечки з Кастилією. За умовами шлюбу португальський король уклав із кастильським угоду, за якою Альфонсо Х визнався володарем цього регіону до тих пір, доки майбутній первісток Афонсу ІІІ і Беатриси не досягне 7-річного віку; після цього кастильський король мусив передати йому Алгарве. Більшість португальських баронів вважали цю угоду принизливою.
Протягом 1253—1258 років Святий Престол не визнавав шлюб Беатриси з Афонсу ІІІ, оскільки португальський король вже мав іншу законну дружину — Матильду, графиню Булонську, яку лишив у Франції. 1255 року вона поскаржилася до Риму, звинувачуючи свого чоловіка в двоєженстві. 1258 року папа Олександр IV поставив вимогу королю повернутися до своєї першої дружини. Афонсу ІІІ проігнорував ці заклики й продовжував жити з Беатрисою в Португалії. Після смерті Матильди римський папа Урбан IV визнав шлюб Афонсу ІІІ і Беатриси законним постфактум буллою «Qui celestia» від 19 червня 1261 року. Цим документом так само визнавалися законнородженими усі діти подружжя.
У Португалії королева Беатриса мала дохід від міст Торреш-Ведраш, Торреш-Новаш і Аленкер, який надав їй чоловік. Після смерті своєї матері близько 1267 року вона успадкувала в Кастилії Алькосерську сеньйорію з поселеннями Сіфуентес, Віана-де-Мондехар, Палазуелос, Сальмерон, Вальдеолівас і Алькосер. В останньому Беатріса прийняла під свою протекцію монастир святої Клари, заснований її покійною ненькою. Крім цього, португальська королева фундувала церкву святого Франциска в Аленкері, закінчену після її смерті.
Коли Дініш, син Беатриси, досягнув 7-річного віку Альфонсо Х передав йому Алгарве й висунув вимогу, аби Португалія підтримувала Кастилію в Реконкісті, надсилаючи війська у складі 50 лицарів. 1267 року Афонсу ІІІ уклав Бадахоський договір із Кастилією, за яким було визначено міждержавний кордон та визнано португальський суверенітет над Алгарве.
Після смерті чоловіка в 1279 році й інтронізації Дініша, Беатриса залишалася жити при дворі як королева-матір. Вона мала великий вплив при дворі й була запорукою миру Португалії з Кастилією. Проте 1282 року, внаслідок сварки з сином, королева переїхала до Севільї. Там вона підтримувала свого батька Альфонсо Х у суперечці з її зведеним братом Санчо, майбутнім кастильським королем Санчо IV. 4 березня 1283 року батько передав Беатрисі замки і поселення Моран, Серпу й Мора, а також дарував королівство Ньєбла й дохід від міста Бадахос. 22 січня 1284 року була одним із завірителів другого заповіту Альфонсо Х й залишалася при батькові в його смертну годину.
Беатриса померла 27 жовтня 1303 року. Її поховали в Алкобаському монастирі поруч із чоловіком.

## Сім'я

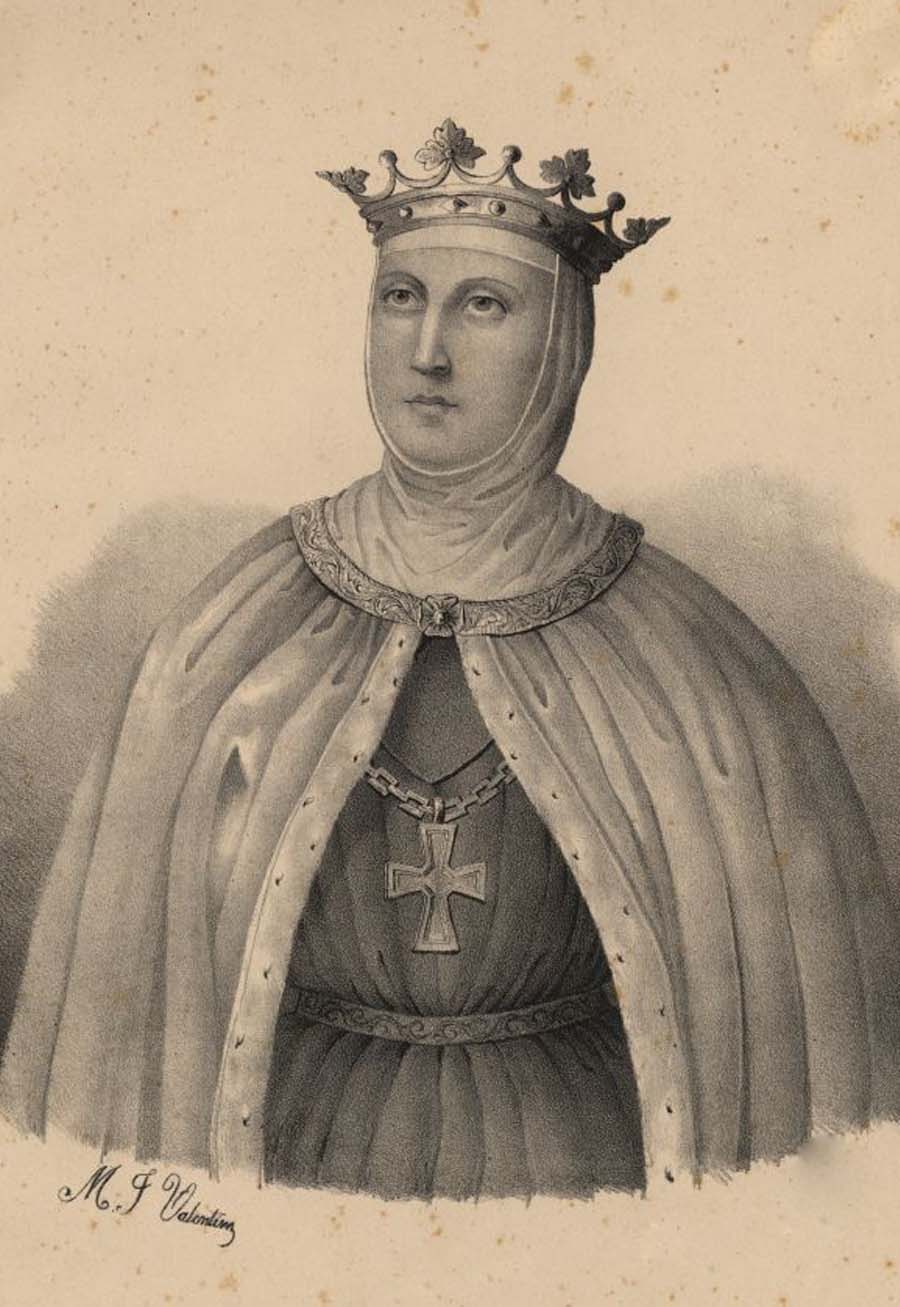
Беатриса Кастильська.

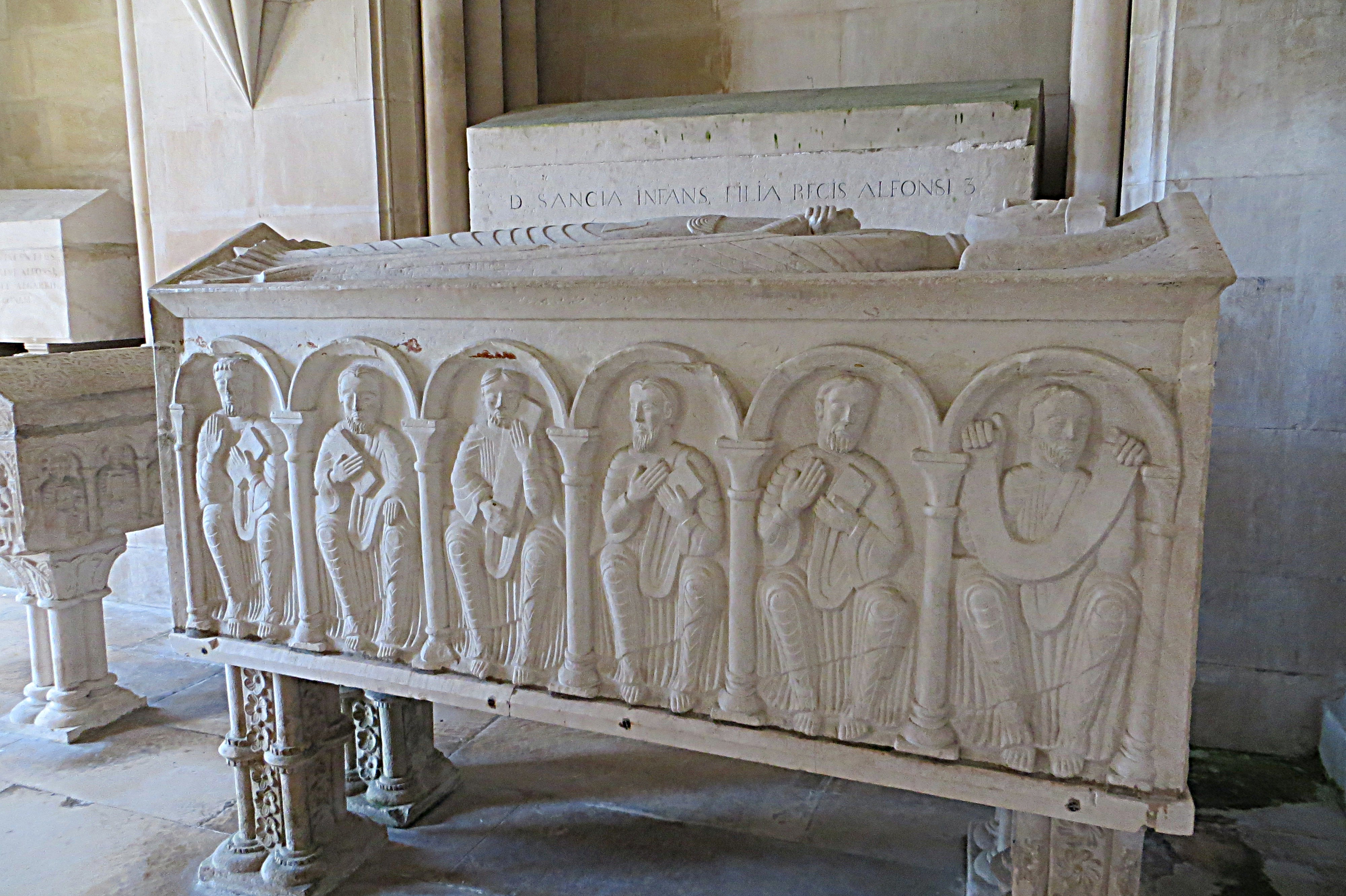
Гробниця Беатриси в Алкобаському монастирі.

- Батько: Альфонсо X (1221—1284) — король Кастилії (1252—1284).
- Матір: Майор де Гусман (1205—1262) — сеньйора Алькосера.
- Чоловік: Афонсу III (1210—1279) — король Португалії (1248—1279).
- Діти:
  - Бранка (1259—1321) — абатиса Бургоського королівського монастиря святої Марії.
  - Фернанду (1260—1262) — португальський інфант; помер у дитинстві.
  - Дініш (1261—1325) — король Португалії (1279—1325)
  - Афонсу (1263—1312) — португальський інфант; сеньйор Порталегре.
  - Санша (1264—1279) — португальська інфанта.
  - Марія (1264—1284) — португальський інфант; помер у юному віці.
  - Констанса (1266—1271) — португальська інфанта; померла у дитинстві.
  - Вісенте (1268—1271) — португальський інфант; помер у дитинстві.